# سلامة الغذاء
يشير مصطلح سلامة الغذاء (بالإنجليزية: Food Safety) إلى عملية التنظيم العلمي التي تصف سبل التعامل مع، تصنيع، وتخزين الغذاء، من خلال طرقٍ تقي من الإصابة بالأمراض المنتقلة عن طريق الأغذية (بالإنجليزية: foodborne illness). ويشمل هذا عدداً من الطرق التقليدية والتي يجب اتّباعها لتجنب التعرض لأية مخاطرٍ صحيةٍ حادةٍ محتملةٍ. وللغذاء القدرة على نقل العديد من الأمراض من شخصٍ إلى آخرٍ، بالإضافة إلى أنه يلعب دوراً كوسيطٍ لنمو البكتيريا المسببة التسمم الغذائي. وتتضمن المناقشات والمناظرات القائمة حول سلامة الغذاء الوراثية تلك القضايا القائمة كتأثير الأغذية المعدلة جينياً (وراثياً) على صحة الأجيال القادمة بالإضافة إلى قضية التلوث الجيني الوراثي للبيئة، والتي لها القدرة على تدمير التنويعة البيولوجية الحية على وجه البسيطة. مما يسفر عن وجود العديد من المعايير المعقدة لتجهيز الطعام بالدول المتقدمة، في حين تتمثل القضية الرئيسية في الدول النامية بمدى توافر وإتاحة المياه السليمة الآمنة، والتي غالباً ما تمثل قضيةً حيويةً هناك.

## مبادئ أساسية
تُقِر منظمة الصحة العالمية خمسة معاييرٍ أساسيةٍ للصحة الغذائية تتمثل في:
1. منع تلوث الغذاء من خلال انتشار مسببات الأمراض (بالإنجليزية: Pathogen) فيما بين البشر، الحيوانات والحشرات.
2. فصل الأطعمة الخام الغير مجهزة بعيداً عن الأطعمة التي تم إعدادها وطبخها لمنع تلوث الأطعمة الجاهزة المطبوخة.
3. طبخ الأطعمة لمدةٍ زمنيةٍ ملائمةٍ ووفق درجة الحرارة المناسبة لقتل البكتريا ومسببات الأمراض (pathogen).
4. تخزين الأطعمة في درجات حرارةٍ ملائمةٍ.
5. استخدام المياه والمواد الخام الآمنة الصحية.

## الأمراض المنقولة بسبب الغذاء
تشكل الأمراض المنقولة بالطعام نسبة كبيرة من حالات المرض العام ومن حالات الدخول للعيادات والمستشفيات، وبالأخص في الأجواء الحارة، ويقول الطب ليس كل طعامٍ شهي المنظر بصحي ومضمون السلامة.
والسبب يعود إلى أن عوامل المرض الكامنة في الطعام لا تُرى بالعين المجردة كالجراثيم والفيروسات والطفيليات الصغيرة بأنواعها المختلفة. وتماماً كما تسفر عنه الملوثات الكيميائية كبقايا المبيدات ومفرزات العوامل الممرضة، أو الباثوجين، والتي تلوث الطعام وتسبب المرض، الذي ربما كان خطراً بل ومهدداً للحياة وبالأخص عند الأفراد الضعفاء كالأطفال والمسنين وضعيفي المناعة، فمن الممكن أن يؤدي المرض الناجم عن تلوث الطعام لتعريض الجنين، على وجه الخصوص، للخطر أيضاً.

### أعراض الأمراض الشائعة والمنقولة عن طريق الأطعمة
أما أكثر أعراض المرض المنقولة بسبب الطعام الملوث شيوعاً تتمثل في المغص البطني، الإقياء، آلام الرأس أو العضلات، وارتفاع الحرارة. حيث تظهر هذه الأعراض عادةً بعد تناول الطعام الملوث بفترةٍ تتراوح من 12 إلى 72 ساعة، ومن المحتمل أن تظهر مبكرةً بعد نصف ساعة أو متأخرةً جداً بعد مرور 4 أسابيع! وتتراجع الأعراض عادةً عند معظم المرضى خلال أربعة إلى سبعة أيام بدون استخدام المضادات الحيوية. إلا أن هنالك بعض الحالات تستدعي مراجعة الطبيب فوراً؛ وهي تتوقف خصوصاً على ما إذا كان المصاب بالمرض المنقول عن طريق الغذاء صغيراً أو مسناً أو امرأةً حاملاً أو كان المصاب بالمرض الطعامي يعاني من حالةٍ مرضيةٍ سابقةٍ.

## إجراءات الوقاية العامة لسلامة الطعام

### أولاً – النظافة
يجب غسل اليدين وكذلك الأسطح الملامسة للطعام بشكلٍ متواتر. نظراً لأن البكتريا والفيروسات والطفيليات لها المقدرة على الانتشار في كل أجزاء المطبخ من أسطحٍ وأدواتٍ في صورةٍ لا تراها العين المجردة.
ويجب على الإنسان أن يقوم باحتياطات النظافة الالتالية:
- غسل اليدين بالماء الحار والصابون قبل وبعد تناول الطعام أو التعامل به بيعاً، وتحضيراً ونقلاً. وغسلهما بعد الخروج من بيت الخلاء، وبعد تنظيف الأطفال، وبعد ملامسة الحيوانات الأليفة.
- غسل لوح تقطيع اللحم أو الخضار، وغسل الصحون وبقية أدوات تحضير الطعام بالماء الساخن والصابون بعد كل عملية تحضيرٍ لنوعٍ من أنواع الطعام، وقبل تحضير النوع التالي. كما ينصح باستخدام أيضا الخل لتنظيف الصحون وأدوات الطبخ (يقتل الميكروبات)، وبالأخص عند الانتقال من تحضير اللحم والبيض إلى تحضير الخضار والفواكه التي تُؤْكَل دون طهي.
- من المهم نقع الخضار والفواكه التي تُؤكل نيئةً في الماء السائب (الجاري من الصنبور)، ومن الممكن استخدام فرشاةٍ صغيرةٍ لإزالة ما علق عليها من تراب والاستعانة بالخل في التعقيم.

### ثانياً – فرِّقْ بين أنواع الأغذية تأمنْ شرها
خطر التلوث بين أصناف الطعام التلوث بالاتصال هو السر في انتقال العوامل الممرضة من صنف طعامي إلى آخر، وهذا صحيح بشكل خاص في حالة اللحم النيئ ومنتجات الدواجن والأسماك والبيض، ولذلك احتفظ بهذه الأصناف من الطعام وما يسيل منها بعيداً عن بقية الأطعمة.
إجراءات فصل أنواع الأغذية:
- افصل اللحم ومنتجات الدواحن والأسماك أثناء الشراء والحمل عن بقية الأطعمة، وكذلك عندما تضعها في البراد أو على منضدة تحضير الطعام.
- إن أمكنك استعمل لوحين؛ لوح لتقطيع اللحم وآخر للخضر. وهذا مهم بصورةٍ خاصةٍ في محلات الطعام الجاهز الذي يبيع مثلاً اللحم ويبيع أيضاً فطائر وما شابه، أو محلات السمانة (حيث قد يحمل العامل البيض بيده العارية ثم يحمل بعده الجبنة مباشرةً).
- من المهم جداً تنظيف لوح تقطيع الطعام والأدوات بالماء الحار والصابون، وبالأخص في حالة التعامل باللحم النيئ أو منتجات الدواجن أو الأسماك أو البيض النيئ.
- استعمل أطباق مستقلة، قسم للطعام النيئ وقسم آخر للطعام المطهي.

### ثالثاً – أنضج الطعام بالطهي جيدا
اطبخ الطعام إلى درجات حرارة مناسبة.
يتفق خبراء سلامة الأطعمة أن الطبخ الجيد هو: تسخين الطعام لمدةٍ كافيةٍ بدرجة حرارةٍ عاليةٍ بما يكفي لقتل العوامل الممرضة (الباثوجين) التي تسبب المرض.
و لإنضاج الطعام بالطهي الجيد يتم بما يلي:
- التأكد بأن الحرارة وصلت إلى الأقسام الداخلية من الطعام وبالأخص اللحم والدجاج؛ «اللحم المدخن وما شابهه خطر لعدم طهارة الأجزاء الداخلية من الجراثيم».
- طهي البيض حتى نصل إلى بياض وصفار بقوام متماسك «البرشت خطر للغاية لهذا الاعتبار»، وإذا رغب الإنسان بالبيض غير الناضج فيجب أن يستخدم بيض مبستر «مسخن على مرحلتين».
- السمك ينضج عندما يعتم لونه ويصبح من السهل إزالة قشرته باستخدام الشوكة.
- تأكد عند الطهي باستخدام الميكرويف أنه لم تبق بقع باردة لم تنضج من الطعام حيث قد تبقى فيها العوامل الممرضة، وللحصول على نتائجٍ جيدةٍ قم بتغطية الطعام وتحريكه.
- عند إعادة تسخين الحساء وما يشبهه، يجب أن يصل إلى درجة الغليان وكذلك تسخين بقايا الطعام لدرجة كافية «75 ْ م».

### رابعاً – التبريد الجيد
يُعد تبريد الطعام بسرعةٍ عمليةٍ مهمةٍ بسبب أن العوامل الممرضة الباثوجين لا تنمو وتتكاثر في درجات الحرارة المنخفضة، لذلك اضبط البراد لحرارة 4 ْم والمجمدة لحرارة 17 ْدون الصفر ثم طبق ما يلي:
- برَّد أو جمَّد الأطعمة المحضرة وبقايا الطعام خلال ساعتين أو أقل.
- لا تقم بإزالة تجميد الأطعمة بتركها في حرارة الغرفة، بل استخدم الماء الجاري أو اتركها في البراد «أنقلها من المجمدة إلى البراد» أو استخدم الميكرويف.
- في بداية تحضير الأطعمة المخللة ضعها في البراد.
- قم بتجزئة الطبخة الكبيرة إلى أوعية أقل عمقاً لتبرد بسرعة في البراد.
- لا تكثر من الأشياء في البراد كي يتمكن الهواء البارد من التنقل بين أجزائه ويضمن برودة الطعام وبالتالي سلامته.

## احصائيات
توصل تقرير منظمة الصحة العالمية لعام 2003 م إلى أن نحو 40% من حالات تفشي التسمم الغذائي التي تم التبليغ عنها في منطقة الدول الأوروبية التابعة للأمم المتحدة تقع في المنازل الخاصة لأصحابها. وتفيد النظرية أن التسمم الغذائي يمكن الوقاية منه بنسبة 100%.

## وكالات تنظيمية
نظم العديد من المسؤولين الفيدراليين، التابعين للولاية والمحليين كذلك نظام الغذاء الأمريكي. على الرغم من أن نظام الغذاء الأمريكي يُعَدْ من أفضل الأنظمة الغذائية على مستوى العالم أجمع، إلا أنه ينتقص إلى "المنظمة، الأدوات التنظيمية، والموارد اللازمة لمواجهة الأمراض المنتقلة عن طريق الأغذية." مما دعى برلمان الاتحاد الأوروبي (EU) إلى صياغة تشريعٍ في صورة توجيهاتٍ ولوائحٍ، والتي يُعَد معظمها ضرورياً وإلزامياً للدول الأعضاء والتي، نتيجةً لذلك، يجب عليها أن تتحد مع التشريعات القويمة للدول الفردية. وكمنظمةٍ كبيرةٍ جداً تشكلت بهدف إزالة العقبات أمام سبل التجارة فيما بين الدول الأعضاء، والتي من خلالها تتمتع الدول الأعضاء فراداً بتأثيرٍ نسبيٍ، والتي غالباً ما يكون الناتج من ورائها على صورة «بيروقراطيةٍ مفرطةٍ» تعتمد على نهج «حجمٍ واحدٍ يناسب الجميع.» على الرغم من ذلك، فيما يتعلق بسلامة الغذاء فالميل للخطأ على جانب الحماية القصوى للمستههلك قد يُنْظَر إليه على أنه فائدةً إيجابيةً. وقد تم إعلام برلمان الاتحاد الأوروبي حول قضايا ومسائل سلامة الغذاء تلك بواسطة الهيئة الأوروبية لسلامة الأغذية (بالإنجليزية: European Food Safety Authority).
هذا بالإضافة إلى أن الدول الأعضاء فراداً قد يكون لها تشريعاتها وضوابطها الخاصة بكلٍ منها والمتعلقة بسلامة الغذاء، شريطة ألا تمنع التجارة مع الدول الأخرى، ويمكن لتلك الدول أن تختلف اختلافاً كبيراً في بنياتهم الداخلية ونهجهم الرتبطة بعملية الضبط التنظيمي لسلامة الغذاء.

### الولايات المتحدة الأمريكية

#### التنظيم على المستوى الفيدرالي
نشرت الإدارة الأمريكية للطعام والدواء (بالإنجليزية: U.S. Food and Drug Administration) قانون الغذاء، وهو عبارة عن مجموعةٍ نموذجيةٍ من الإراشادات والإجراءات التي تُساعد السلطات القضائية لرقابة الأغذية من خلال توفير قاعدةٍ فنيةٍ ومشروعةٍ علمياً لتنظيم جهات صناعة وبيع الخدمات الغذائية، والتي منها المطاعم، محلات البقالة ومقدمي الخدمات الغذائية ومنهم دور العجزة (بالإنجليزية: nursing homes). وهنا نلاحظ أن كل الوكالات والهيئات التنظيمية على المستوى الحكومي في الولايات المتحدة الأمريكية تستخدم قانون الغذاء الصادر من قِبَلْ الإدارة الأمريكية للطعام والدواء، بهدف تطوير وتحديث قواعد سلامة الغذاء في ولاياتهم القضائية المتوافقة مع سياسة تنظيم الغذاء القومية. وفقاً للإدارة الأمريكية للطعام والدواء، فإن 48 من إجمالي 56 ولايةً ومقاطعةً أمريكيةً، ممثلين نحو 79% من إجمالي الشعبي الأمريكي، اعتمدت قوانين الأغذية بعد واحدةٍ من خمسة إصدارات من قانون الغذاء، بدءً بنسخة 1993م.
هذا وتعد التنظيمات الفيدرالية الحاكمة لسلامة الغذاء بالولايات المتحدة الأمريكية مجزأةً ومعقدةً، وذلك بناءً على أورده تقرير فبراير 2007 من قِبَلْ مكتب المحاسبة التابع للحكومة. كما تتواجد نحو 15 وكالة تشارك في مسؤوليات وأعمال الرقابة والإشراف على نظام سلامة الغذاء، على الرغم من أن الوكالتين الأساسيتين بالولايات المتحدة الأمريكية هما دائرة سلامة الغذاء والتفتيش (بالإنجليزية: Food Safety and Inspection Service)، والتي تُعد مسؤولة عن سلامة اللحوم ومنتجات البيض المعالجة، التابعة لوزارة الولايات المتحدة الأمريكية للزراعة، ووكالة الإدارة الأمريكية للطعام والدواء (بالإنجليزية: Food and Drug Administration)، والتي تُعَد مسؤولة عن باقي أنواع الأطعمة الأخرى بصورةٍ فرضيةٍ.
ويعمل بدائرة سلامة الغذاء والتفتيش نحو 7800 عاملاً ببرنامج التفتيش تقريباً، حيث يعملون في نحو 6200 مؤسسةً يتم التنفتيش على لحومها وومنتجات بيضها المعالج. هذا وتتحمل دائرة سلامة الغذاء والتفتيش مسؤولية تنفيذ وتطبيق القانون الفيدرالي للتفتيش على اللحوم (بالإنجليزية: Meat Inspection Act)، قانون التفتيش على منتجات الدواجن، وقانون التفتيش على منتجات البيض، بالإضافة إلى تطبيق وتنفيذ بنودٍ من قانون التسويق الزراعي (بالإنجليزية: Agricultural Marketing Act)، وكذلك قانون الذبح الإنساني، وأخيراً التنظيمات التي تنفذ مثل تلك القوانين. كما يقوم مفتشوا برنامج التفتيش التابع لدائرة سلامة الغذاء والتفتيش بالفتيش على كل حيوان وفحصه قبيل ذبحه، بالإضافة إلى كل جثة حيوانٍ مذبوحٍ لضمان وتأكيد التوافق مع متطلبات الصحة العامة. وقد تم تخصيص نحو 50 مليار جنيهاً لجثث الحيوانات المذبوحة في السنة المالية 2008، إلا أنه تم تخصيص نحو 59 مليوناً من الجنيهات لجثث الدواجن، في حين تم تخصيص 4.3 لمنتجات البيض المعالج. هذا وقد تم إنفاق نحو 3.3 مليار جنيهاً على عمليات التفتيش على اللحوم ومنتجات الدواجن المستوردة على الحدود الأمريكية.

##### ضغط الصناعة
وكانت هناك مخاوف بشأن فعالية الممارسات الغذائية وضغوط صناعة الغذاء على المنظمين الأمريكيين. حيث أفادت دراسةٌ في تقريرٍ لها وأجرتها وكالة الأنباء العالمية رويترز أن: «صناعة الغذاء تهدد الصحة العامة الأمريكية من خلال حجب المعلومات عن محققي سلامة الغذاء أو من خلال الضغط على المنظمين بهدف الانسحاب أو تغيير السياسة المتبعة لحماية المستهلك.» في حين وجدت دراسة مسحية أن 25% من مفتشي الحكومة الأمريكية وعلمائها ممن خضعوا للإجراءات الدراسة تلك قد مروا جميعاً بخبراتٍ خلال العام الماضي تفيد أن مصالح الشركات تُجبر وكالاتهم الخاصة بسلامة الغذاء على الانسحاب أو تعديل سياسة الوكالة المتبعة أو حتى أفعالها وتصرفاتها الهادفة إلى حماية المستهلك. حيث لاحظ العلماء أن الإدارة تُضعِف من المفتشين الميدانيين والذين يقفون ضد ضغوط الصناعة لصالح سلامة الغذاء. وبناءً على ما أورده دكتور دين وايت، والذي يعمل كطبيباً بيطرياً بوزارة الزراعة الأمريكية ويشرف على مفتشي المذبح الفيدرالي، فإن: «لا تُدَعِّم إدارات المستويات العليا المفتشين الميدانيين وسلوكياتهم المتبعة لحماية الإمدادات الغذائية. مما يدل ليس فقط على نقص الدعم المقدم، ولكن وجود عرقلةٍ صريحةٍ أيضاً، عمليات انتقامٍ وسوء استخدامٍ للسلطة.»

#### المقاطعة (الولاية) والتنظيم المحلي
ولكل ولايةٍ أمريكيةٍ برامج تفتيش اللحوم الخاصة بها والتي تحل محل برامج تفتيش وزارة الزراعة الأمريكية على اللحوم والتي يتم بيعها داخل الولاية فقط. هذا وقد تعرضت بعضاً من برامج الولايات تلك إلى الانتقاد لعدم وجود مبرراتٍ لديها لقيام بسلوكيات تسيبٍ في عمليات التفتيش.
على الرغم من ذلك، فإن برامج سلامة الغذاء الأخرى التابعة للولاية، بدلاً من أن تحل محل برامج التفتيش الفيدرالية، يتم إلحاقها بها، بهدف زيادة ثقة المستهلك في إنتاج الولاية. على سبيل المثال، تلعب إدارات الصحة بالولاية دوراً في بحث واستقصاء تفشي بكتريا الأمراض التي تنقلها الأغذية، كما هو الحال في تفشي الإشريكية القولونية O157:H7 (بالإنجليزية: Escherichia coli O157:H7) (والتي تعد نموذجاً سيئاً للإشريكية القولونية) والتي انتشرت بسبب السبانخ المجهزة. هذا وقامت الإدارات الصحية بدعم ممارساتٍ أفضلٍ في معالجة الغذاء بهدف التخلص من تلك التهديدات.
وبالإضافة إلى إدارة الغذاء والدواء الأمريكية، يتوفر لمنتجي الفاكهة والخضراوات الطازجة الرئيسيين بالعديد من الولايات ومن بينها (كاليفورنيا، أريزونا وفلوريدا) برامجهم الخاصة بولاياتهم والهادفة إلى اختبار وفحص إنتاج بقايا المبيدات الحشرية.
حيث تقع المطاعم وباقي مؤسسات الغذاء والأطعمة بالتجزئة تحت سلطة قانون الولاية ويتم تنظيمها من قٍبَلْ الولاية أو إدارات الصحة المحلية بالولاية. وعادةً ما تتطلب هذا التنظيمات تفتيشاتٍ رسميةٍ لسمات وملامح التصميم الخاصة، لأفضل ممارسات التعامل مع الغذاء والتصديق على مناولي الأغذية. وفي بعض الأماكن، يجب نشر درجةٍ لفظيةٍ أو مجموعاً رقمياً بصورةٍ بارزةٍ إثر كل عملية تفتيشٍ. هذا وتقوم بعض المحليات بنشر نقاط قصور التفتيش والتصرفات العلاجية على شبكة الإنترنت.

### الصين
تمثل قضية سلامة الغذاء قلقاً متنامياً عند العاملين في مجال الزراعة في الصين، حيث تُشرف الحكومة الصينية على الإنتاج الزراعي بالإضافة إلى عمليات تصنيع علب الطعام، حاوياتها، الإضافات الكيميائية، إنتاج الأدوية، وتنظيم العمل. وفي الأعوام الحالية، حاولت الحكومة الصينية تعزيز تنظيم الغذاء مع إنشاء الإدارة الصينية للغذاء والدواء التابعة للدولة في عام 2003م، هذا وقد تعرض المسؤولون الصينيون لضغوطٍ دوليةٍ وعامةٍ متزايدةٍ بهدف حل مشكلات سلامة الغذاء. على الرغم من ذلك، يبدو أن التنظيمات غير معروفةٍ وسط رجال التجارة. حيثث أن الملصقات التي تفيد بأن تلك الأطعمة «الخضراء» أطعمة «عضوية» و«غير ملوثة» ليست معلومة بصورةٍ جيدةٍ من قِبَلْ التجار ويشوبها العديد من الغموض خاصةً تجاه معانيها. هذا وقد أوجدت دراسةٍ مسحيةٍ أجراها البنك الدولي أن مديري محلات البقالة الكبيرة يعانون من صعوبةٍ في الحصول على المنتج الذي يقابل متطلبات السلامة ووجدت أن نسبةً عاليةً من المنتجات لا تتوافق مع المعايير الأساسية.
توفر أنظمة السوق التقليدية، سواءً في الصين أو في باقي آسيا، حالياً دافعاً بسيطاً للمزارعين الأفراد من أجل إجراء تحسيناتٍ سواءً لجودة أو سلامة منتجهم الزراعي، حيث أن منتجاتهم تميل إلى أن يتم تجميعها معاً مع المنتجات القياسية المعيارية والتي يتم تقديمها عبر قنوات التسويق المناسبة. وهنا نلاحظ أن العلاقات المباشرة فيما بين المزارعين والتجار أو مشتري المنتجات الزراعية كأصحاب المراكز التجارية الكبرى، قد تساعد في تجنب الوقوع في مثل تلك المشكلة. كما أن الحكومات في حاجةٍ إلى ظروف وأحوال العديد من الأسواق من خلال تحديث نظام الإدارة وإعادة استثمار النفقات التي يتم تجميعها في الأسواق في مجالات البنية التحتية المادية. هذا وتحتاج أسواق البيع بالجملة إلى استقصاء وبحث جدوى استحداث أقسامٍ منفصلةٍ للتعامل مع الفواكه والخضراوات التي تلبي معايير ومواصفات السلامة والجودة الكحددة والمعروفة.

### هونغ كونغ
يُعَد مركز سلامة الغذاء في هونغ كونغ المسؤول عن ضمان وتأمين أن الغذاء الذي يتم بيعه آمن ومناسب للاستهلاك.

### أستراليا
تعمل سلطة الأغذية الأسترالية على ضمان وتأكيد أن أعمال الغذاء والطعام تنفذ أنظمة سلامة الغذاء لضمان أن الطعام آمن للاستهلاك، وذلك في محاولةٍ منها لوقف حوادث التسمم الغذائي المتزايدة، ويشتمل هذا تدريب شخصٍ واحدٍ على الأقل على سلامة الغذاء في كل عملٍ. وهنا نلاحظ أن مشغلي الأعمال الأذكياء يعرفون أن التدريب الأأساسي على سلامة الغذاء يحسن من خط القاع، كما يشعر العمال بالمزيد من الفخر تجاه الأعمال التي يقومون بها، بالإضافة إلى أنه يكون هناك فاقداً ونفاياتٍ أقل، كما أن المستهلكين يشعرون حينئذٍ بمزيدٍ من الثقة في تلك الأطعمة التي يستهلكونها. كما أن عمليات التدريب على سلامة الأغذية يجب أن تم في وحداتٍ للكفاءة من قِبَلْ جماعاتٍ تدريبيةٍ من خلال منظمةٍ تدريبيةٍ مسجلةٍ أو معتمدةٍ لتمكين فريق العمل من التعرف على مصطلحات وتشريعات الكفاءة المعترف بها قومياً في مجال شهادتهم. وبصورةٍ عامةٍ، فإن هذا التدريب يمكن له أن يتم ويكتمل في أقل من يومٍ واحدٍ. هذا بالإضافة إلى إتاحة خيارات التدريب لتلبية احتياجات كل فردٍ. وهنا يمكن إجراء عملية التدريب تلك داخلياً لمجموعةٍ ما، أو في فصلٍ عموميٍ، أو حتى من خلال المراسلة أو عبر شبكة الإنترنت. تشتمل عملية التدريب على سلامة الغذاء الأساسية على:
- تفهم المخاطر المصاحبة مع الأنواع الرئيسية للأطعمة وشروط منع نمو البكتريا التي قد تتسبب في التسمم الغذائي.
- المشكلات المصاحبة لتعبئة المنتجات ومنها مثلاً فتحات التسرب في العبوات محكمة الغلق، والتلف في التغليف أو التعبئة أو العدوى الحشرية، بالإضافة إلى المشكلات والأمراض المنتشرة بسبب الحشرات.
- التعامل الآمن مع الأغذية. ويتضمن هذا الإجراءات الآمنة لكل عمليةٍ ومنها مثلاً الاستقبال أو الاستلام، إعادة الحزم، تخزين الطعام، التجهيز والطبخ، التبريد وإعادة التسخين، عرض المنتجات، التعامل مع المنتجات في حالة خدمة المستهلك، التغليف والتعليب، التنظيف والتعقيم، ضبط ومكافحة الحشرات، وكذلك النقل والتسليم. هذا أيضاً بالإضافة إلى الأسباب الكامنة وراء التلوث العابر.
- تقديم الطعام للزبائن المعرضين للإصابة بالأمراض التي تنقلها الأطعمة، والتي قد يكون منها الحساسية والتعصب.
- التنظيف الصحيح وإتباع الإجراءات المناسبة للتعقيم، بالإضافة إلى تنظيف المنتجات واستخدامها بصورةٍ صحيحةٍ كذلك، وأيضاً تخزين أدوات التنظيف ومنها الفرش والمماسح والملابس.
- الاهتمام بالسلامة الصحية الشخصية لكل فرد، وغسل الأيدي والمرض والملابس الوقائية.

مع ملاحظة أن الأفراد المسؤولين عن تقديم الأطعمة غير الآمنة يكونون عرضةً لدفع غراماتٍ كبيرةٍ من خلال تلك التشريعات الجديدة، كما أن المستهلكين يشعرون بالسعادة والرضا نتيجة أن هذا الصناعة (صناعة الأغذية) ستصبح ملزمةً لمراعاة قضية سلامة الغذاء بصورةٍ جديةٍ.

## ضبط التصنيع

### المباديء التوجيهية لشهادة الهاسب (تحليل المخاطر ونقاط المراقبة الحرجة)
(بالإنجليزية: Hazard Analysis and Critical Control Points)
نشرت وكالة معايير الغذاء البريطانية (بالإنجليزية: UK Food Standards Agency) توصياتها كجزءٍ من برنامج تحليل المخاطر ونقاط المراقبة الحرجة (هاسب). حيث توضح المباديء الإرشادية الخاصة بأن: 
" طبخ الطعام وتسخينه حتى تصل درجة الحرارة الجوهرية إلى 75 °C أو أعلى من ذلك يضمن القضاء على البكتريا الضارة
على الرغم من ذلك، فإن درجات حرارة الطبيخ الأكثر انخفاضاً تعد مقبولةً كذلك شريطة أن يتم الحفاظ على درجة الحرارة  الجوهرية  لمدةٍ محددةٍ من الزمن كما يلي:
- 60 °C لما لا يقل عن 45 دقيقة
- 65 °C لما لا يقل عن عشر دقائق
- 70 °C لما لا يقل عن دقيقتين"

هذا ويسمح المبدأ الإرشادي السابق والذي نُشِرَ بكتيب أصدرته وزارة الصحة بالمملكة البريطانية تحت عنوان «التعامل مع اللحوم المطبوخة بأمان: خطة من عشرة نقاط.» بـ:

- "75 °C لما لا يقل عن 30 ثانية
- 80 °C لما لا يقل عن 6 ثوانٍ"

وبالإضافة إلى ما ورد ذكره آنفاً، يمكن الحصول على بعض المصادر الثانوية لتلك المباديء في:
- http://www.rushcliffe.gov.uk/doc.asp?cat=8455
- http://www.nottinghamcity.gov.uk/fs1694b.pdf
- http://www.wiganmbc.gov.uk/pub/ehcp/eh/commlflt/cookmeat.pdf، وقد أفادت هذه الوثيقة أن: «يمكن إعادة إنتاج هذا الإصدار مرةً أخرى بحريةٍ، بشرط ألا يكون ذلك لغرض الإعلان، أو الإلحاق أو ما هو محتمل أن يمثل فوائدً في تكوين علاقاتٍ جيدةٍ بالعملاء أو الزبائن والتي يعود من ورائها فوائدً تجاريةً. هنا من فضلك أقر بالمصدر على أنه إدارة حماية مجلس إدارة ويجن.»
- http://www.wollongong.nsw.gov.au/Downloads/Documents/Safer_Cooked_Meat_Production.pdf
- http://www.west-norfolk.gov.uk/pdf/Food%20Safety%20-%20Ten%20Point%20Plan%20for%20Safer%20Cooked%20Meat.pdf

لاحظ أن شروط الطبخ المرجحة والموصى بها تُعَد فقط مناسبةً لو كانت الأعداد الأولية للبكتريا في الأطعمة الغير مطبوخة صغيرة. حيث يجب مراعاة أن الطبخ لا يتغلب على سوء النظافة الصحية.

## علامات (ليبل) المستهلك

### المملكة البريطانية
يوجد على المنتجات والبضائع الغذائية ملصق من ملصقين إثنين للإشارة إلى طبيعة فساد المنتج وأي قضايا صحية تابعةً لذلك. هذا ويُطالب تطبيق معايير تأهيل شهادة السلامة الصحية للغذاء التابعة لمموظفوا الصحة البيئية لإعداد وتوزيع الغذاء.وبينما لا يوجد تاريخ انتهاء صلاحيةٍ محددٍ لذلك التأهيل الخاص بتغيرات التشريعات، فمن المقترح أن يتم تحديثها كل خمسة أعوامٍ.
يشير مصطلح  Best before  والذي يعود على فترة الحفظ قبل البيع (بالإنجليزية: shelf life) إلى التاريخ المستقبلي والذي بعده ربما يفقد المنتج الغذائي جودته من ناحية الذوق أو الطعم والنسيج وسط الأطعمة الأخرى، إلا أن هذا لا يشمل وقوع أي مشاكل صحية خطيرة لو تم استهلاك وتناوك ذلك الطعام فيما بعد انتهاء هذا التاريخ المحدد (فقط في سياق الحدود المعقولة).
في حين يُشير مصطلح صالح للاستخدام قبل (بالإنجليزية: Use by) إلى التاريخ القانوني المشروع والذي من غير المسموح أن يتم السماح ببيع المنتج الغذائي (غالباً ما يكون ذلك التاريخ الذي يفسد تماماً وبسرعةٍ بعد الإنتاج) بسبب الطبيعة الخطيرة والمحتملة لتناول مسببات الأمراض (باثوجين). هذا وتُقَدَم أحياناً فسحةً من الوقت من قِبَلْ منتجي الأطعمة الغذائية من خلال بيان تاريخ عرض حتى، ومن ثم لا تكون تلك المنتجات الغذائية عند الحد الأقصى لسلامة الاستهلاك الآمن في ذلك التاريخ الفعلي المبين (وهذا التاريخ الأخير يُعَد تطوعياً وليس خاضعاً للضبط التنظيمي وفقاً للوائح). مما يسمح بالتنوع في طرق الإنتاج، التخزين، وطرق العرض.

### الولايات المتحدة الأمريكية
مع استثناء أطعمة الرضع وتركيبات الأطفال والتي يجب سحبها جميعاً من الأسواق بمجرد انتهاء تاريخ صلاحيتها، لا يُطالب القانون الفيدرالي بتوايخ انتهاء الصلاحية. وبالنسبة لكل الأطعمة الأخرى، غير منتجات الوجبات الغذائية في بعض الولايات، فإن نضارة التواريخ هي مسألةٍ تطوعيةٍ تماماً من جانب المصنعين. وفي استجابةٍ لطلبات المستهلكين، يتم عادةً وصف الأطعمة القابلة للتلف بملصق خاص بتاريخ يُباع قبل (بالإنجليزية: Sell by). حيث يصبح الاختيار مسؤولية المستهلك ليقرر المدة التي تمر بعد انتهاء تاريخ «يستخدم قبل» لتصبح العبوة صالحة للاستخدام بعده. ومن أمثلة التواريخ الأخرى الشهيرة والشائعة: تاريخ الأفضل لو استخدم قبل (بالإنجليزية: Best if used by)، تاريخ انتهاء الصلاحية (بالإنجليزية: Use-by date)، تاريخ مضمون النضارة حتى <تاريخ> (بالإنجليزية: Guaranteed fres)، وتاريخ تاريخ التغليف (بالإنجليزية: Pack date).

## قضايا متعلقة بملصقي تاريخ «يُباع قبل» وتاريخ «صالح للاستخدام قبل»
وفقاً لبرنامج العمل على النفايات والموارد البريطاني، فإن نسبة 33% من كل الأطعمة الغذائية المنتجة تُهدر على طول سلسلة التبريد أو من جانب المستهلك [هل يوثق بهذا المصدر؟]. وفي الوقت ذاته، يتعرض عدد كبير من الأفراد للأمراض كل عامٍ بسبب الأطعمة الفاسدة. وبناءً على تقارير منظمة الصحة العالمية ومراكز مكافحة الأمراض واتقائها (بالإنجليزية: Centre of Disease Control and Prevention)، تقع بالولايات المتحدة الأمريكية وحدها نحو 76 مليون حالة مرضية منقولةٍ من الأغذية، مما يؤدي إلى حجز نحو 325.000 حالةٍ مرضيةٍ بالمستشفيات ووقوع نحو 5000 حالة وفاةٍ.

### هل ستقوم الحكومة البريطانية باستبدال ملصقي تاريخي يُباع قبل / صالح للاستخدام قبل؟
بناءً ما أدلى به الوزير البريطاني هيلاري بين (بالإنجليزية: Hilary Benn)، فإن تاريخي صالح للاستحدام قبل ويُباع قبل تُعد تقنياتٍ قديمةٍ عفى عليها الزمن، ومن ثم يجب أن يتم استبدالها بحلولٍ أخرى أو يتم التخلص منها تماماً.

### كيفية تعزيز سلامة الغذاء؟
توجد مجموعةً من الطرق لدعم وتعزيز تاريخي يُباع قبل وصالح للاستخدام قبل. وهذه الطرق تشتمل على تعليماً وتريبةً أفضل للمستهلكين حول كيفية استخدام، نقل، وتخزين المنتجات الغذائية، إلا أنه يمكن من خلال تعزيز تاريخي يُباع قبل وصالح للاستخدام قبل من خلال إضافة مؤشراتٍ ذكيةٍ على العبوات ومنها مثلاً مؤشرات درجات الحرارة (بالإنجليزية: Time Temperature Indicator). حيث تُظهر هذه المؤشرات من خلال تغير لونها ما إذا كان المنتج الغذائي ما زال نضراً طازجاً. وهنا نلاحظ أنن مؤشرات درجات الحرارة تُستخدم بالفعل من قِبَلْ تجار التجزئة ومنتجي الأطعمة في فرنسا (مونوبري (تونس) وكارفور)، وفي سويسرا بشركة (نوكس)، بالإضافة إلى بعض الدول الأخرى في الغرب الأوروبي.

## الدستور الغذائي
نشرت كلٌ من منظمة الصحة العالمية ومنظمة الأغذية والزراعة كتاب الدستور الغذائي (بالإنجليزية: Codex Alimentarius) والذي يمثل مجموعة المباديء الإرشادية لسلامة الغذاء.